# ジョージ・ディセンゾ
ジョージ・ディセンゾ（George DiCenzo、1940年4月21日 - 2010年8月9日）は、アメリカ合衆国の俳優。

## 出演作品
- 堕ちた打撃王　ピート・ローズ
- LAW & ORDER　クリミナル・インテント シーズン1
- 不倫の残り香
- ＨＯＴＥＬ　ホテル（出資者ボリス）
- LAW & ORDER　ロー＆オーダー シーズン7
- NYPD BLUE　～ニューヨーク市警15分署 シーズン3
- 侵入
- LAW & ORDER　ロー＆オーダー シーズン2
- ジェシカおばさんの事件簿 シーズン1「ある日ビックリハウスで」
- 7人の検事
- エクソシスト3
- 恋のハリキリ・ボーイ
- 長くつ下ピッピの冒険物語（ミスター・ブラックハート）
- 明日があるなら I 愛と野望／II 運命の出逢い／III 華麗なる逃亡
- きのうの夜は…
- オメガ・シンドローム／恐怖の暗殺団
- バック・トゥ・ザ・フューチャー（サム・ベインズ役）
- SFスターフライトI
- キリング・バレー
- リフキン・ザ・ハンター
- クレイジー・ナイト
- トゥインクル・トゥインクル・キラー・カーン
- 恐怖のバースデイ・パーティ
- フリスコ・キッド
- 私は殺していない
- 戦慄！病院襲撃
- クワイヤボーイズ
- ヘルター・スケルター（ヴィンセント・ブリオシ）
- ラスベガスレディの賭場荒し